# Antennas to Hell
Antennas to Hell é uma compilação da banda de metal estadunidense Slipknot. O álbum foi lançado em 23 de julho de 2012, no Reino Unido e 24 de julho de 2012, nos Estados Unidos, pela Roadrunner Records. O álbum conta com singles, músicas favoritas dos fãs, e outras faixas. A versão de CD duplo possui um CD bônus (sic)nesses: Live At The Download Festival. Foi o primeiro álbum lançado pela banda desde a morte do baixista Paul Gray em 2010.
| Críticas profissionais                                                      | Críticas profissionais |
| Avaliações da crítica                                                       | Avaliações da crítica  |
| Fonte                                                                       | Avaliação              |
| --------------------------------------------------------------------------- | ---------------------- |
| Allmusic                                                                    | [ 3 ]                  |
| Artistdirect                                                                | [ 4 ]                  |
| CraveOnline                                                                 | [ 5 ]                  |
| Esta tabela precisa de ser acompanhada por texto em prosa. Consulte o guia. |                        |

## Faixas
CD 1 - Antennas to Hell
| N.º            | Título                                                         | Duração |  |
| 1.             | "(sic) (Slipknot, 1999)"                                       | 3:19    |  |
| 2.             | "Eyeless (Slipknot, 1999)"                                     | 3:56    |  |
| 3.             | "Wait and Bleed (Slipknot, 1999)"                              | 2:27    |  |
| 4.             | "Spit It Out (Slipknot, 1999)"                                 | 2:39    |  |
| 5.             | "Surfacing (Slipknot, 1999)"                                   | 3:38    |  |
| 6.             | "People=Shit (Iowa, 2001)"                                     | 3:35    |  |
| 7.             | "Disasterpiece (Iowa, 2001)"                                   | 5:08    |  |
| 8.             | "Left Behind (Iowa, 2001)"                                     | 4:01    |  |
| 9.             | "My Plague (New Abuse Mix) (Iowa, 2001)"                       | 3:04    |  |
| 10.            | "The Heretic Anthem (Ao Vivo) (9.0 Live, 2005) "               | 4:08    |  |
| 11.            | "Purity (Ao Vivo) (9.0 Live, 2005)"                            | 5:12    |  |
| 12.            | "Pulse of the Maggots (Vol. 3: (The Subliminal Verses), 2004)" | 4:19    |  |
| 13.            | "Duality (Vol. 3: (The Subliminal Verses), 2004)"              | 4:12    |  |
| 14.            | "Before I Forget (Vol. 3: (The Subliminal Verses), 2004)"      | 4:38    |  |
| 15.            | "Vermilion (Vol. 3: (The Subliminal Verses), 2004)"            | 5:16    |  |
| 16.            | "Sulfur (All Hope Is Gone, 2008)"                              | 4:38    |  |
| 17.            | "Psychosocial (All Hope Is Gone, 2008)"                        | 4:43    |  |
| 18.            | "Dead Memories (All Hope Is Gone, 2008)"                       | 4:28    |  |
| 19.            | "Snuff (All Hope Is Gone, 2008)"                               |         |  |
| Duração total: | Duração total:                                                 | 70:43   |  |

CD2 - (Sic)ness
| N.º | Título               | Duração |  |
| 1.  | "(sic)"              |         |  |
| 2.  | "Eyeless"            |         |  |
| 3.  | "Wait and Bleed"     |         |  |
| 4.  | "Get This"           |         |  |
| 5.  | "Before I Forget"    |         |  |
| 6.  | "Sulfur"             |         |  |
| 7.  | "The Blister Exists" |         |  |
| 8.  | "Dead Memories"      |         |  |
| 9.  | "Left Behind"        |         |  |
| 10. | "Disasterpiece"      |         |  |
| 11. | "Vermilion"          |         |  |
| 12. | "Everything Ends"    |         |  |
| 13. | "Psychosocial"       |         |  |
| 14. | "Duality"            |         |  |
| 15. | "People = Shit"      |         |  |
| 16. | "Surfacing"          |         |  |
| 17. | "Spit It Out"        |         |  |

## Créditos
Slipknot
- (#8) Corey Taylor – vocais
- (#7) Mick Thomson – guitarra base
- (#6) Shawn Crahan – percussão, vocal de apoio, diretor do DVD
- (#5) Craig Jones – samples
- (#4) James Root – guitarra solo (exceto faixas 1 e 5)
- (#4) Josh Brainard - guitarra base (faixas 1 e 5)
- (#3) Chris Fehn – percussão, vocal de apoio
- (#1) Joey Jordison – bateria
- (#0) Sid Wilson – turntables